# Иракский национальный конгресс
Иракский национальный конгресс (ИНК) — зонтичная коалиция, объединяющая различные политические силы — от либералов до коммунистов, оппозиционных режиму Саддама Хусейна.
ИНК был создан в 1992, после первой войны в Персидском заливе. Главой ИНК стал Ахмад Чалаби. В 1995 ИНК предпринял попытку организовать курдское восстание на севере Ирака. После свержения диктатуры, ИНК активно принимает участие в политике Ирака, А. Чалаби — один из лидеров переходного правительства Ирака.